# Modderbad

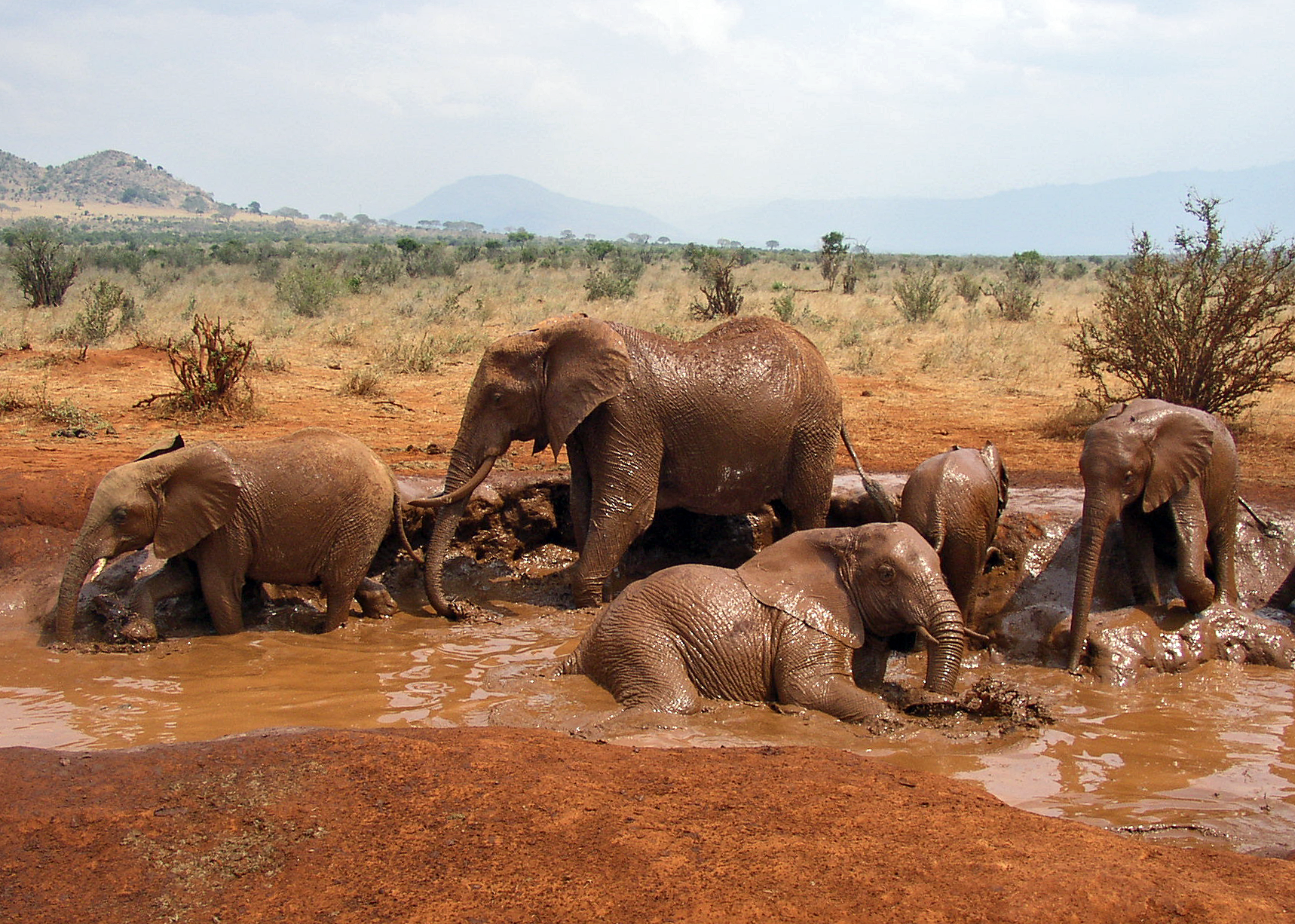
Een natuurlijk modderbad in de dierenwereld.

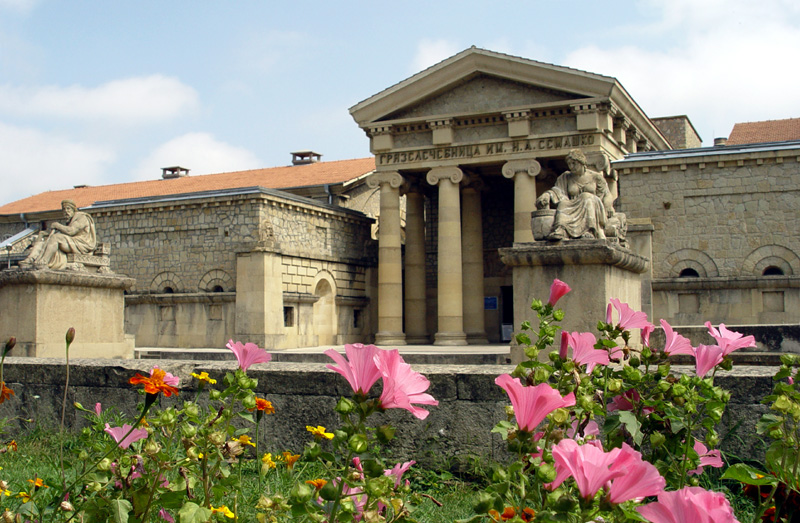
Het oude (modder)badhuis in het Russische Yessentuki ten oosten van de Zwarte Zee.

Het modderbad wordt door zowel mensen als dieren beleefd als heilzaam voor de huid. In plaats van de huid te wassen met water, wordt het lichaam in modder gedompeld of gewenteld. Hoewel dieren het modderbad vooral gebruiken om parasieten van en uit de huid te verdrijven en als enige bescherming tegen de zon, gebruikt de mens het vooral ten behoeve van het algemene gezondheids- dan wel schoonheidseffect. Men kan dan denken aan genezende werking bij huidproblemen, reuma en artrose. Vanwege de warmte die de meeste modderbaden hebben en de rustgevende rituelen rondom deze baden, zijn zij ook ontspannend en stressverminderend en bevorderen zij het algemene welbehagen.

## Geschiedenis en voorkomen
Modderbaden zijn al duizenden jaren bekend. Meerdere culturen kennen al van oudsher badhuizen met modderbaden.
Er zijn vele soorten modderbaden en de modder kan zeer divers van samenstelling zijn.
- Moddersoorten rondom de Zwarte Zee zitten vol met mineralen.
- De zwarte modder uit de Dode Zee, ook wel bekend als peliod, is een alluviaal mengsel met organische resten, mineralen en zouten.
- In vulkanische gebieden wordt gebruikgemaakt van modder uit de vulkanische modderpotten.
- Ook kan er een mengsel van mineraal water en vulkanische as samengesteld worden. Zoals toegepast in de kuuroorden van Napa Valley in Californië en Miami Beach, Florida in de Verenigde Staten.
- Uit veengrond kan ook een soort van pulp gemaakt worden. Hoewel het hier strikt genomen niet om modder gaat, maar om een organisch mengsel.

Aan modderbaden worden veel heilzame dan wel cosmetische werkingen toegeschreven. Het zou het verouderingsproces van de huid vertragen door de aanwezige mineralen. Door het hygroscopisch effect heeft dat invloed op de vochtbalans waardoor de huidcellen steviger worden en de huid zachter. Door de warmte is het ook gunstig voor de bloedcirculatie en geeft een weldadig gevoel bij spierpijn en reuma. Modder heeft de eigenschap warmte lang vast te houden. Hierdoor vindt er gedurende het baden nauwelijks afkoeling plaats.
De warmte van modder zorgt voor een goede doorbloeding van de huid en spieren. Door de zweetreactie zullen afvalstoffen via de huid afgevoerd worden.
Genezende eigenschappen van het modderbad op de huid zijn vooral ten aanzien van psoriasis, eczeem en acne.
Vanwege de bewegingsweerstand en het gewicht van de warme modder in een vol bad op het lichaam, zijn deze baden voor mensen met hartklachten niet aan te bevelen. Vaak kan modder ook als een pakking op de huid worden aangebracht, waardoor het minder belastend kan zijn.